# Troy Tanner
Troy Richard Tanner, född 31 oktober 1963 i Los Angeles i Kalifornien, är en amerikansk före detta volleybollspelare.
Tanner blev olympisk guldmedaljör i volleyboll vid sommarspelen 1988 i Seoul.